# Tempio di Adriano (Efeso)

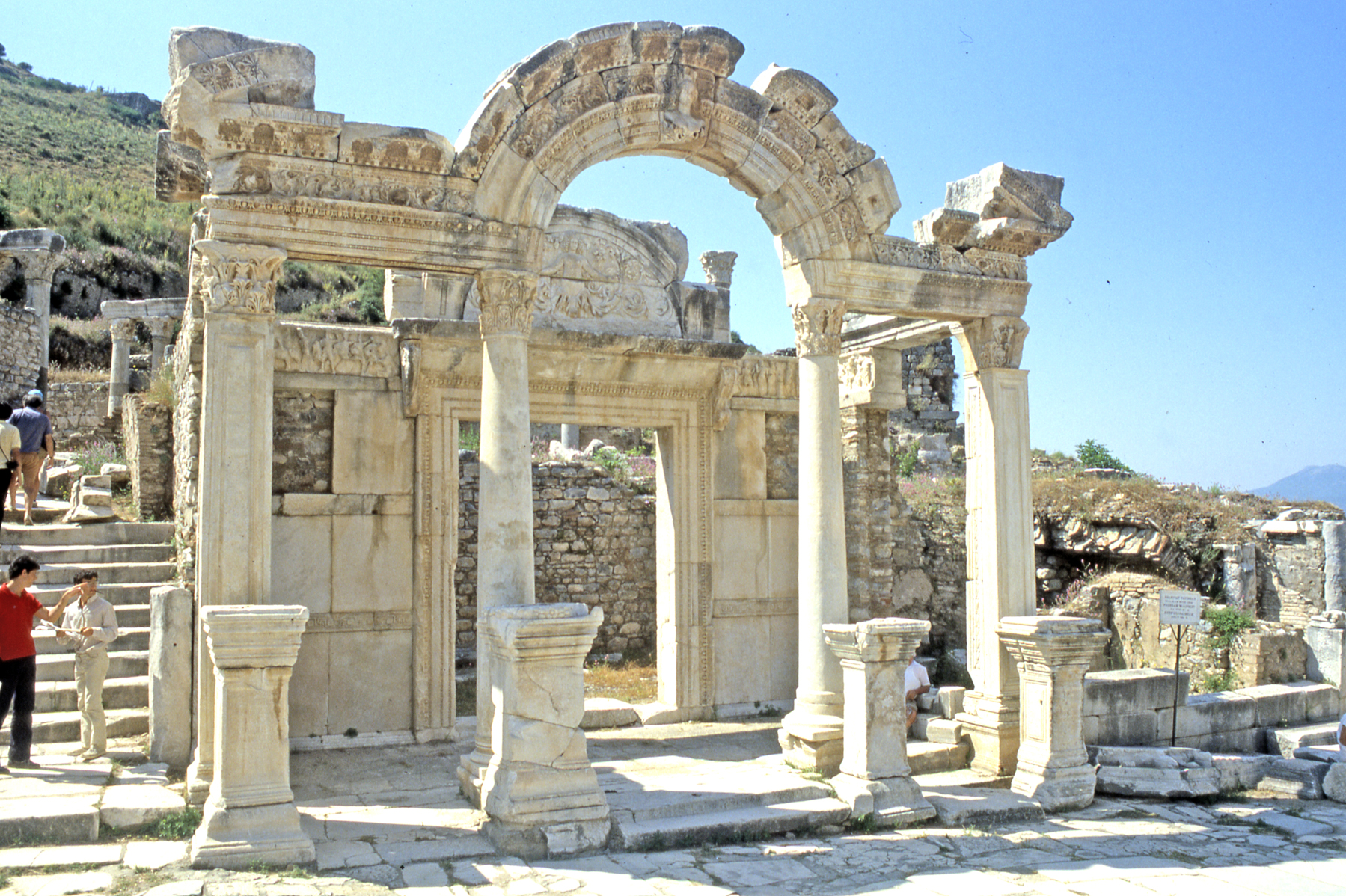
Il tempio di Adriano ad Efeso (1982)

Il tempio di Adriano è un piccolo tempio romano  di Efeso situato sulla via dei Cureti, nella parte occidentale dell'attuale Turchia, dedicato all'imperatore Adriano nel 138 da Publio Quintilio. 

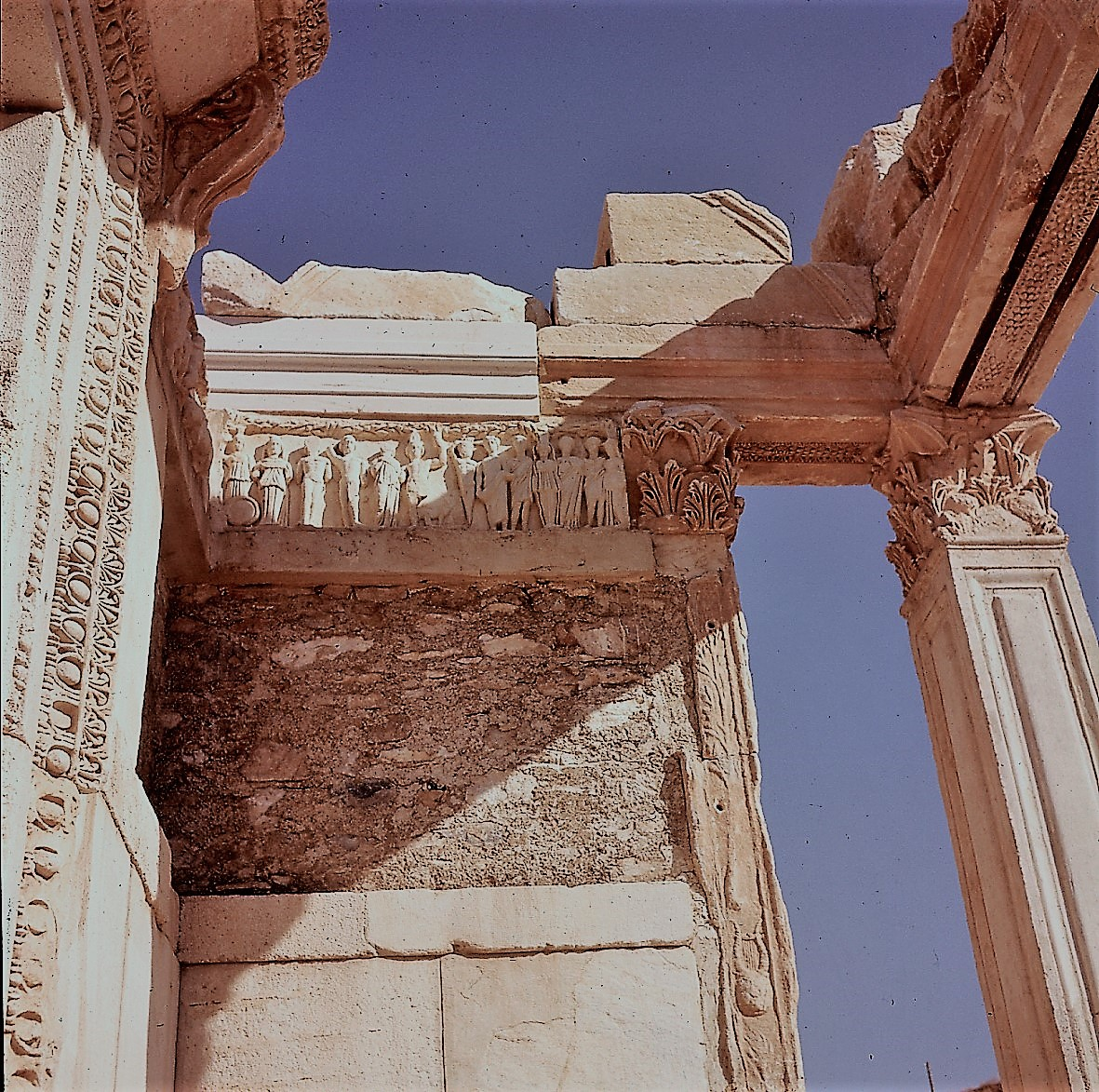
Interno del tempio con frammenti del fregio. Foto di Paolo Monti, 1962.

Il tempio è del tipo prostilo, con un pronao tetrastilo (a quattro sostegni) riccamente decorato che precede una piccola cella spoglia. I quattro sostegni della facciata sono costituiti da due colonne centrali e da due pilastri laterali, di ordine corinzio. La trabeazione al di sopra dello spazio centrale tra le due colonne si incurva a formare un ampio arco, decorato al centro da un busto della dea Tyche, che occupa lo spazio del soprastante frontone triangolare, oggi mancante. Sui lati la trabeazione si appoggia a due pilastri laterali addossati alla facciata della cella e non continua sulle pareti di essa.
La facciata della cella, dietro le colonne del pronao è invece riccamente decorata: sopra l'ampia porta, una lunetta reca una figura femminile emergente da una ricca decorazione vegetale, identificata con Medusa.
Ai lati della porta e sulle pareti interne del pronao si trova un fregio scolpito (gli originali sono nel Museo, mentre sul tempio ne sono state collocate delle copie). Ne sono conservati quattro blocchi: nei primi tre blocchi a partire da sinistra vi si trovano una serie di divinità, Androclo, mitico fondatore della città, mentre caccia il cinghiale e Dioniso con le Amazzoni. Il quarto blocco si riferisce probabilmente ad un restauro successivo e raffigura immagini di divinità e personaggi della famiglia imperiale dell'imperatore Teodosio I.
Davanti alle colonne della facciata sono presenti dei piedistalli per statue, aggiunti successivamente, con dediche agli imperatori della Tetrarchia.